# Deskriptiv definition
En deskriptiv definition beskriver hur ett ord används i praktiken: med hund menas ett fyrbent pälsbeklätt flockdjur. Ibland kan betydelsen av ett ord vara olika inom olika fält, skärm syftar oftast på något som liknar en TV. För en inredare betyder dock skärm i första hand kanske något man delar upp rum, och skiljer av olika ytor från varandra, med.
Vanligen ägnar man sig åt dessa frågor inom praktisk filosofi/språkfilosofi, i synnerhet inom argumentationsanalys